# Everton Blender
Everton Blender, född Everton Dennis Williams 20 februari 1956 i Clarendon, Jamaica, är en prisbelönad reggaesångare, underhållare och musikproducent, känd för sin mjuka tenor. Efter ett ha arbetat i flera år som selector för sound systems (mobila diskotek) i Kingston och andra större jamaicanska städer, samt varit värd och coversångare under dancehallkvällar, släppte han sitt första album 1994. Hans spirituella uptempo-låtar som ”Ghetto People Song”, ”Lift Up Your Head” och ”Blend Dem” ses som reggaeklassiker, vilket innebär att sångerna fortfarande är lika populära i reggaekretsar. Han har belönats med prestigefulla Chicago Martins International award och både 1996 och 1997 fått priset ”Most improved entertainer” av South Florida Reggae/Soca Awards.
Everton Blender hade 2009 släppt 11 studioalbum och en DVD-inspelning av en livekonsert. Det album musiksajterna i allmänhet har gett det högsta betyget är Rootsman Credential (1999) eftersom det innehåller allt från starka roots reggae-låtar som ”Ghetto People Song”, lovers rock-spår som ”Slick Me Slick” till låtar som ”Bingi Man a Come” och ”I Love Jah Jah” framförda i tidstypisk dancehall-stil, och eftersom Blender, musikerna och inspelningsteknikerna framför alla låtar på albumet mycket bra.

## Biografi

### Tidig karriärr
Williams föddes i tätorten Clarendon i centrala Jamaica, men växte upp i Kingston 13, ett administrativt område i Jamaicas huvudstad Kingston. som ligger intill Kingston 12, där Trenchtown, ett av världens mest kända slumområden, ligger. Han började sin karriär genom att sjunga i amatörtävlingar i slutet av 1970-talet på Kingstons Bohemia Club, där med scennamnet "Babbaru" han sjöng Dennis Brown-låtar. Han vann tävlingen efter sitt andra försök.. Därefter fick han ansvar som deejay och underhållare på tre sound system: Destiny Outernational, Master Voice och Santex sound.
Framgångarna ledde också till att Everton Williams fick spela in ett antal singlar. Bland de mer kända är "Where Is Love" (1979) och "Ba Ba Black Sheep" (1985), resten väckte ingen större uppmärksamhet, så han drog sig tillbaka från musikbranschen och försörjde sig som målare av hus och staket.

### Senare karriär
Everton Blender återvände till musikbranschen 1994 efter att hans vän Garnett Silk presenterat honom för skivproducenten Richard Bell. Denne blev imponerad av Blenders sångröst och tecknade ett kontrakt mellan Blender och det egna skivmärket Star Trail. En av de första singlarna, "We No Jus' a Come", blev en hit på Jamaica. Blender rönte även framgång med sitt första album, Lift Up Your Head (1994) i Storbritannien med en fjärdeplats på Black Echo music chart. Den riktigt stora framgången kom med Rootsman Credential (1999), som innehåller låten "Ghetto People Song" som blev av de reggaeklassiker som alltjämt spelas i reggaesammanhang.
Blender har fått epitetet "bron mellan roots reggae och dancehall". Det sammanhänger delvis med att Blender tillsammans med Garnett Silk och Luciano (de båda senare födda i början av 1960-talet), som alla tillhör andra generationens reggaeartister, förde med sig inslag av roots reggae eller "cultural reggae" in i ungdomarnas dancehall.

## Diskografi

### Studioalbum
- Lift Up Your Head (1994) Star Trail/Heartbeat
- Blend Dem (1995) Malako
- Piece of da Blender: The Singles (1996) Heartbeat
- Where Do The Children (1997) Heartbeat
- Rootsman Credential (1999) Heartbeat
- Live at the White River Reggae Bash (2000) Rounder
- World Corruption (2000) Greensleeves
- Visionary (2001) Heartbeat
- King Man (2003) Heartbeat/Blend Dem
- It's My Time (2005) Explorer
- Live in Berkely (2007) 2B1 (DVD)
- Red Razor Riddim (2007) Zion High/Lustre Kings